# Лески (Черниговский район)
Лески́ (укр. Ліски́) — село Черниговского района Черниговской области Украины. Население 18 человек.
Код КОАТУУ: 7425580805. Почтовый индекс: 15546. Телефонный код: +380 462.

## Власть
Орган местного самоуправления — Боровиковский сельский совет. Почтовый адрес: 15546, Черниговская обл., Черниговский р-н, с. Боровики, ул. Советская (Радянська), 6